# Invisible Children, Inc.
Invisible Children, Inc. é uma organização sem fins lucrativos, fundada em 2004 para promover conscientização contra as atividades do grupo armado LRA - Lord's Resistance Army (Exército de Resistência do Senhor, em português) e contra seu líder, Joseph Kony. Especificamente, o grupo pretende pôr fim às práticas do LRA, que incluem sequestros e abusos de crianças ao forçá-los a servir como soldados, e prestar auxílio humanitário e educacional para as crianças resgatadas. Para este fim, a Invisible Children vem insistindo com o governo dos Estados Unidos para promover ações militares na região central da África. A Invisible Children também funciona como uma organização de caridade, solicitando doações e venda de mercadorias para arrecadar dinheiro para sua causa. A organização promove a sua causa divulgando filmes na internet e apresentando-se em escolas e faculdades em todo o território estadunidense.
Originalmente, a organização focava as atividades do LRA em Uganda. No entanto, existem informações de que o grupo rebelde tenha deixado o território de Uganda em 2006. O LRA continuava a operar na República Democrática do Congo, na República Central Africana, e no sul do Sudão até março de 2012, e a Invisible Children apoia o Exército de Libertação do Povo do Sudão e o exército de Uganda em ações militares contra o LRA. A Invisible Children foi influente no processo de instalação de tropas estadunidenses na região com o objetivo de fornecer treinamento, tecnologia e apoio ao exército de Uganda, com o objetivo de capturar ou matar o líder da LRA, Joseph Kony.
A organização vem recebendo tanto elogios como críticas por seus métodos e campanhas. Filmes da organização vêm ganhando vários prémios, enquanto o uso de fundos da organização, apuração de fatos, e apoio ao SPLA e ao Exército ugandês têm gerado polêmica, uma vez que estes dois grupos têm sido acusados de cometer atrocidades semelhantes aos atribuídos ao LRA. Em março de 2012, a Invisible Children começou uma campanha de vídeo de internet chamado Kony 2012, que visa manter a pressão pública sobre o governo dos EUA para apoiar o esforço em Uganda na localização e eliminação de Kony. Seu objetivo é suspender as atividades de Kony até o final de 2012.